# 7. Deutscher Bundestag
Der 7. Deutsche Bundestag wurde am  19. November 1972 gewählt. Er trat erstmals am 13. Dezember 1972 zusammen, wobei Ludwig Erhard als Alterspräsident fungierte. Die 259. und letzte Sitzung fand am 8. Dezember 1976 statt. Die Wahlperiode endete mit dem Zusammentritt des am 3. Oktober 1976 gewählten 8. Deutschen Bundestages am 14. Dezember 1976.
Am 14. Dezember 1972 wählte der 7. Bundestag Willy Brandt (SPD) mit 269 (+13) Ja-Stimmen, 223 (+9) Nein-Stimmen, 1 ungültige Stimme im ersten Wahlgang zum Bundeskanzler. Nach dessen Rücktritt am 6. Mai 1974 wurde Helmut Schmidt (SPD) am 16. Mai 1974 zum Nachfolger gewählt.

## Mitglieder des Bundestages
Der 7. Bundestag hatte zu Beginn und am Ende der Legislaturperiode insgesamt 496 Abgeordnete (+22 Berliner Bundestagsabgeordnete). Den höchsten Sitzanteil hatte die SPD mit 230 (+12) Sitzen (Ende: 240), worauf die CDU/CSU mit 225 (+9) Sitzen folgte. Zudem war im 7. Bundestag noch die FDP (41+1 Sitze) vertreten. Durch Austritte von Abgeordneten gab es zeitweise insgesamt 2 fraktionslose Abgeordnete.

## Präsidium des Bundestages
Annemarie Renger wurde in der ersten Sitzung mit 438 Ja-Stimmen, 45 Nein-Stimmen und 30 Enthaltungen als erste Frau zur Bundestagspräsidentin gewählt.

## Arbeit

### Gesetze
Insgesamt kam es zur Einbringung von 670 Gesetzesinitiativen in den Bundestag, wovon sich 461 auf Regierungsvorlagen, 73 auf Initiativen des Bundesrates und 136 auf Initiativen des Bundestages verteilen. Insgesamt wurden 516 Gesetze während der 7. Legislaturperiode vom Bundestag verabschiedet und 506 Gesetze verkündet.

### Ausschüsse
Der 7. Bundestag hatte 19 ständige Ausschüsse.

## Parlamentarische Kontrolle

### Anfragen, Aktuelle Stunden und Befragungen
Insgesamt kam es während der Legislaturperiode des 7. Bundestages zu 24 großen Anfragen und 480 kleinen Anfragen. Zudem gab es 20 aktuelle Stunden und 168 Fragestunden.

### Untersuchungsausschüsse
Während der Legislaturperiode des 7. Bundestages kam es zu zwei Untersuchungsausschüssen.

#### 1. Untersuchungsausschuss
Am 15. Juni 1973 wurde der 1. Untersuchungsausschuss eingesetzt, der auch als „Steiner/Wienand-Untersuchungsausschuss“ bezeichnet wird. Zwischen dem 15. Juni 1973 und dem 27. März 1974 fanden 51 Sitzungen statt.

#### 2. Untersuchungsausschuss
Am 6. Juni 1974 wurde der 2. Untersuchungsausschuss eingesetzt, der auch als „Guillaume-Untersuchungsausschuss“ bezeichnet wird. Zwischen dem 12. Juni 1974 und dem 31. Januar 1975 fanden 29 Sitzungen statt.

## Sondersitzungen
Während der 7. Wahlperiode kam es zu zwei Sondersitzungen, dabei handelten es sich um die 93. Sitzung am 2. April 1974 und die 183. Sitzung am 25. Juli 1975.